# La Ville-aux-Bois-lès-Dizy
La Ville-aux-Bois-lès-Dizy település Franciaországban, Aisne megyében. Lakosainak száma 203 fő (2022. január 1.). La Ville-aux-Bois-lès-Dizy Boncourt, Chaourse, Clermont-les-Fermes, Dizy-le-Gros, Lislet és Montcornet községekkel határos.

## Népesség
A település népességének változása:
| Lakosok száma | 300  | 204  | 210  | 198  | 178  | 198  | 207  | 209  | 208  | 203  |
|               | 1968 | 1982 | 1990 | 2006 | 2013 | 2015 | 2017 | 2019 | 2020 | 2022 |